# Mesaba Airlines
A Mesaba Aviation, Inc. (operando como Mesaba Airlines) foi uma companhia aérea regional americana com sede em Eagan, Minnesota. A companhia aérea era uma subsidiária integral da Pinnacle Airlines Corporation. Seus voos operados como Delta Conexão para Delta Air Lines e US Airways Express para US Airways. Anteriormente, a companhia aérea operava como Northwest Airlink e Northwest Jetlink em nome da Northwest Airlines, que posteriormente se fundiu com a Delta. A Mesaba Airlines efetivamente cessou suas operações em 4 de janeiro de 2012, quando todas as aeronaves e pessoal foram transferidos para o certificado operacional da Pinnacle Airlines. O certificado operacional da Mesaba foi entregue em 31 de julho de 2012.